# Coleophora berlandella
Coleophora berlandella is een vlinder uit de familie kokermotten (Coleophoridae). De wetenschappelijke naam is voor het eerst geldig gepubliceerd in 1956 door Toll.
De soort komt voor in Europa.